# Raiford (Florida)
Raiford es un pueblo ubicado en el condado de Union en el estado estadounidense de Florida. En el Censo de 2010 tenía una población de 255 habitantes y una densidad poblacional de 172,13 personas por km².

## Geografía
Raiford se encuentra ubicado en las coordenadas 30°3′50″N 82°14′28″O / 30.06389, -82.24111. Según la Oficina del Censo de los Estados Unidos, Raiford tiene una superficie total de 1.48 km², de la cual 1.48 km² corresponden a tierra firme y (0.17%) 0 km² es agua.

## Demografía
Según el censo de 2010, había 255 personas residiendo en Raiford. La densidad de población era de 172,13 hab./km². De los 255 habitantes, Raiford estaba compuesto por el 81.18% blancos, el 14.51% eran afroamericanos, el 1.18% eran amerindios, el 1.57% eran asiáticos, el 0% eran isleños del Pacífico, el 0% eran de otras razas y el 1.57% pertenecían a dos o más razas. Del total de la población el 2.75% eran hispanos o latinos de cualquier raza.